# دی‌آر۱
دی‌آر۱ (انگلیسی: DR1)
یک خودروی کامپکت  از شرکت ایتالیایی دی‌آر موتور است. این خودرو در یک نمایشگاه خودرو در بولونیا معرفی شده‌است و در سال ۲۰۰۹ وارد بازار خودرو ایتالیا شد. طرح دی‌آر۱ مشابه با شورلت اسپارک است. خودروی فوق یک نسخه با ۵ در داشت.
حجم کابین این خودرو ۱٬۲۹۷ مترسانتی مکعب (۷۹٫۱ اینچ مکعب) و یک موتور با توان ۸۳ اسب بخار دارد که سرعت آن به ۱۵۶ کیلومتر بر ساعت (۹۷ مایل بر ساعت) می‌رسد و صفر تا صد کیلومتر بر ساعت را در ۱۲ ثانیه می‌پیماید. مصرف آن نیز چیزی معادل ۵٫۸ لیتر در ۱۰۰ کیلومتر است.
این خودرو در چین رایچ ام۱ نام دارد.